# Kunstmuseum Liechtenstein
Das Kunstmuseum Liechtenstein ist das staatliche Museum für moderne und zeitgenössische Kunst in Vaduz. Die bedeutende Sammlung internationaler moderner und zeitgenössischer Kunst ist gleichzeitig die staatliche Kunstsammlung des Fürstentums Liechtenstein.
Der Museumsbau wurde im Jahr 2000 eröffnet. Eine 2015 eröffnete Erweiterung dient als Ausstellungsgebäude der Hilti Art Foundation.

## Geschichte
1967 erhielt der Staat Liechtenstein als Geschenk zehn Gemälde. Dies war der Anlass zur Gründung der Liechtensteinischen Staatlichen Kunstsammlung im Jahr darauf. Erster Konservator der Sammlung war Georg Malin, ein liechtensteinischer Künstler, Historiker und Kunsthistoriker. Er definierte sehr bald die Staatliche Sammlung als Gebiet der internationalen modernen und zeitgenössischen Kunst.
Die heutige Präsentation ist einer Gruppe privater Stifter zu verdanken. Zusammen mit der Regierung des Fürstentums Liechtenstein und der Gemeinde Vaduz realisierten sie das moderne Museumsgebäude.
Im August des Jahres 2000 wurde der Bau dem Land Liechtenstein als Millenniumsgeschenk übergeben, welcher für den Betrieb und die Führung des Museums die öffentlichrechtliche «Stiftung Kunstmuseum Liechtenstein» gründete. Am 12. November 2000 wurde das Museum eröffnet.
Von 1996 bis 2021 war Friedemann Malsch Direktor der Liechtensteinischen Staatlichen Kunstsammlung bzw. des Kunstmuseum Liechtenstein. Am 1. Juli 2021 hat Letizia Ragaglia die Direktion übernommen.
2015 ist das Kunstmuseum um das Ausstellungsgebäude der Hilti Art Foundation erweitert worden. Die liechtensteinische Privatsammlung umfasst Werke der klassischen Moderne und der Gegenwartskunst.

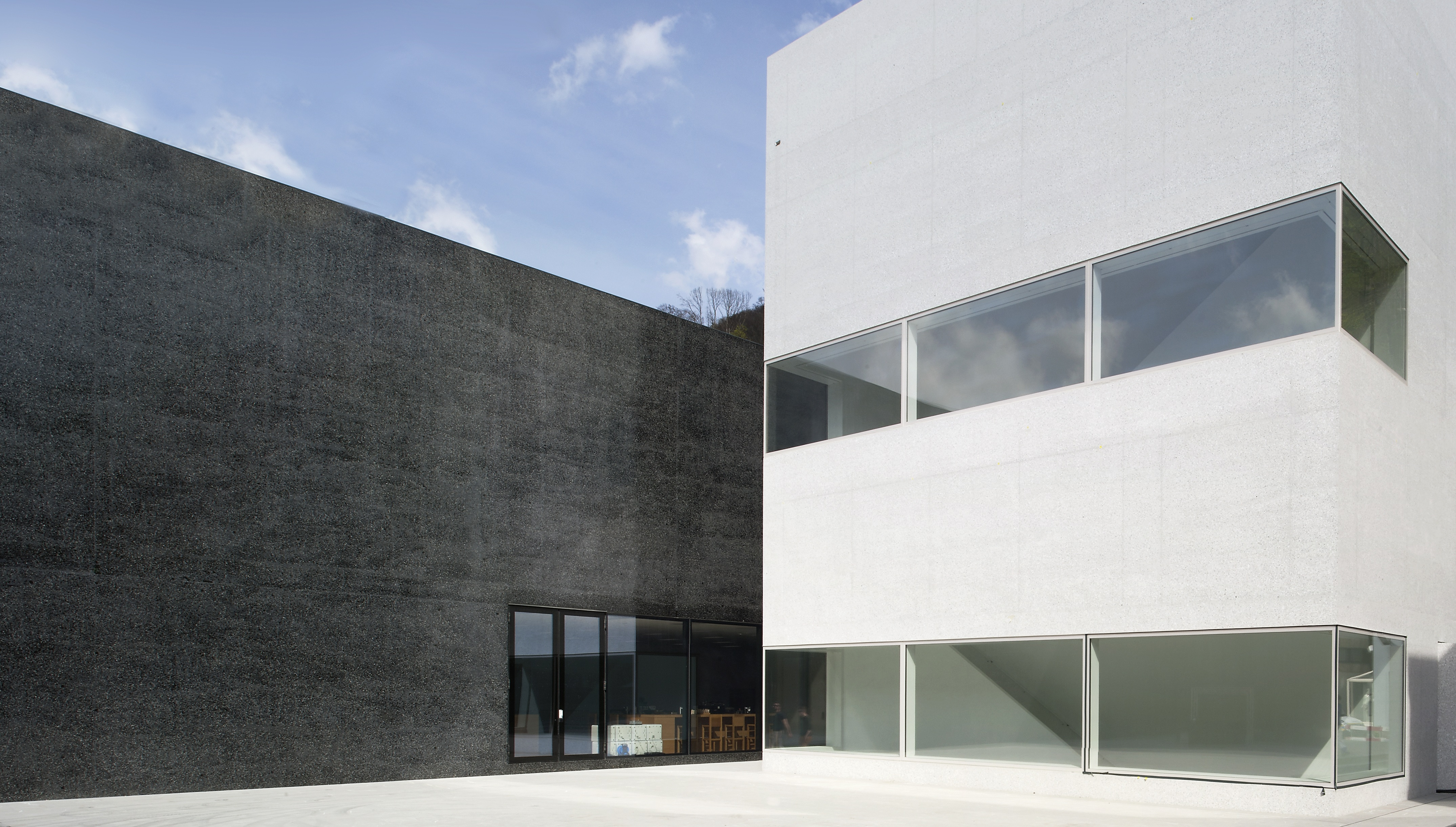
Kunstmuseum Liechtenstein

## Architektur
Für das im November 2000 eröffnete Museumsgebäude wurden die Architekten Morger & Degelo und Christian Kerez 2002 mit einer Auszeichnung des Balthasar-Neumann-Preis gewürdigt. Im Mai 2015 wurde der von Morger + Dettli entworfene Erweiterungsbau für die Hilti Art Foundation fertiggestellt. Ingenieur war Joseph Schwartz.

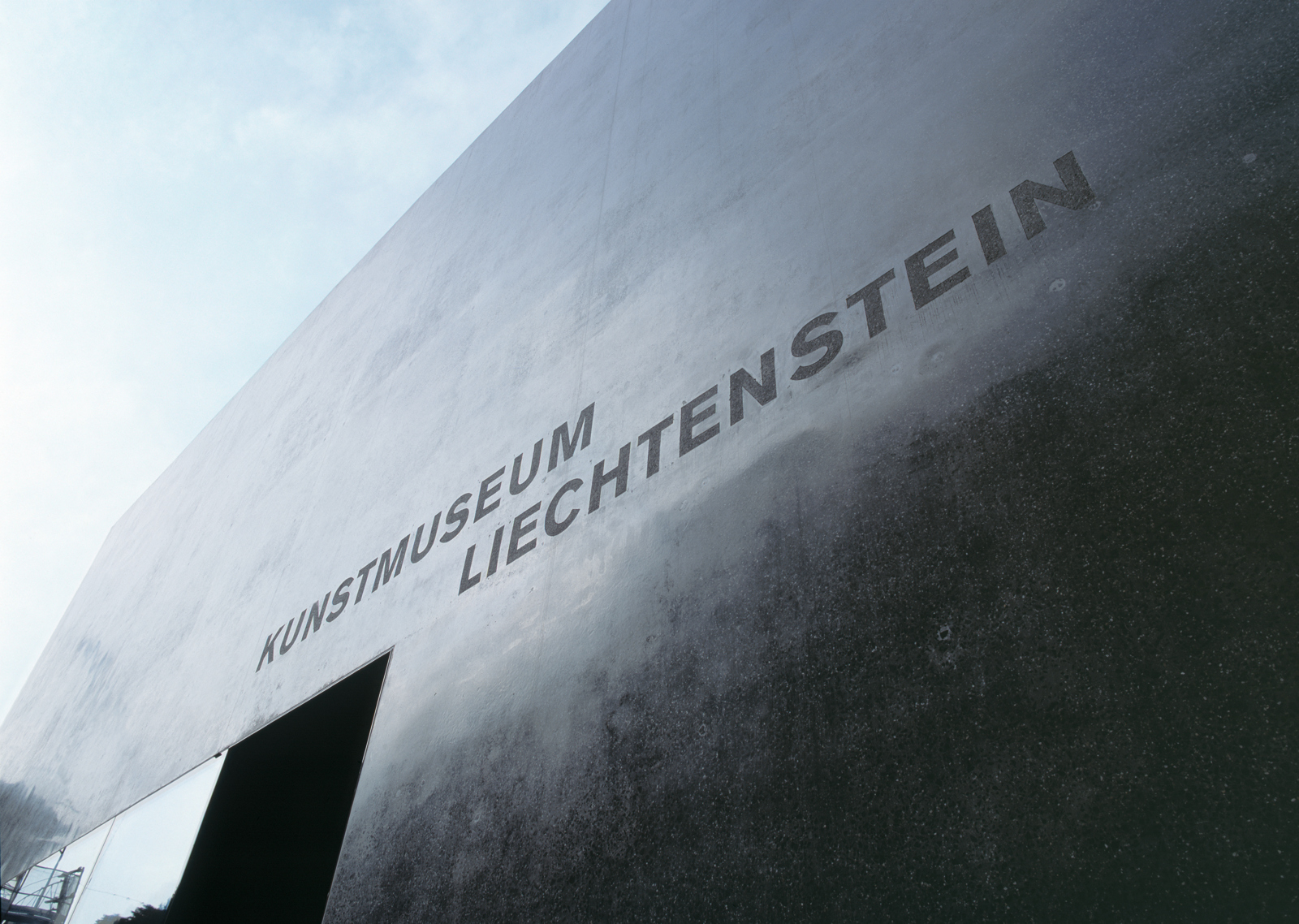
Hauptgebäude

Der geschlossene Baukörper ist eine Black Box aus schwarz eingefärbtem Zement und schwarzem Basaltstein. Eingeschlossene Flusskiesel der Aussenhaut des Gebäudes stellen zugleich den Bezug zur Landschaft des Rheintals her. Lang gezogene Fensterbänder ordnen sich der Kompaktheit des Baukörpers unter und öffnen den schwarzen Kubus sowohl von innen als auch von aussen. Sechs Ausstellungssäle sind um zwei gegenläufige Treppen herum angeordnet. Die Grundrisseinteilung, Windmühlenflügeln gleich, erlaubt diagonale Durchblicke durch den gesamten Baukörper.

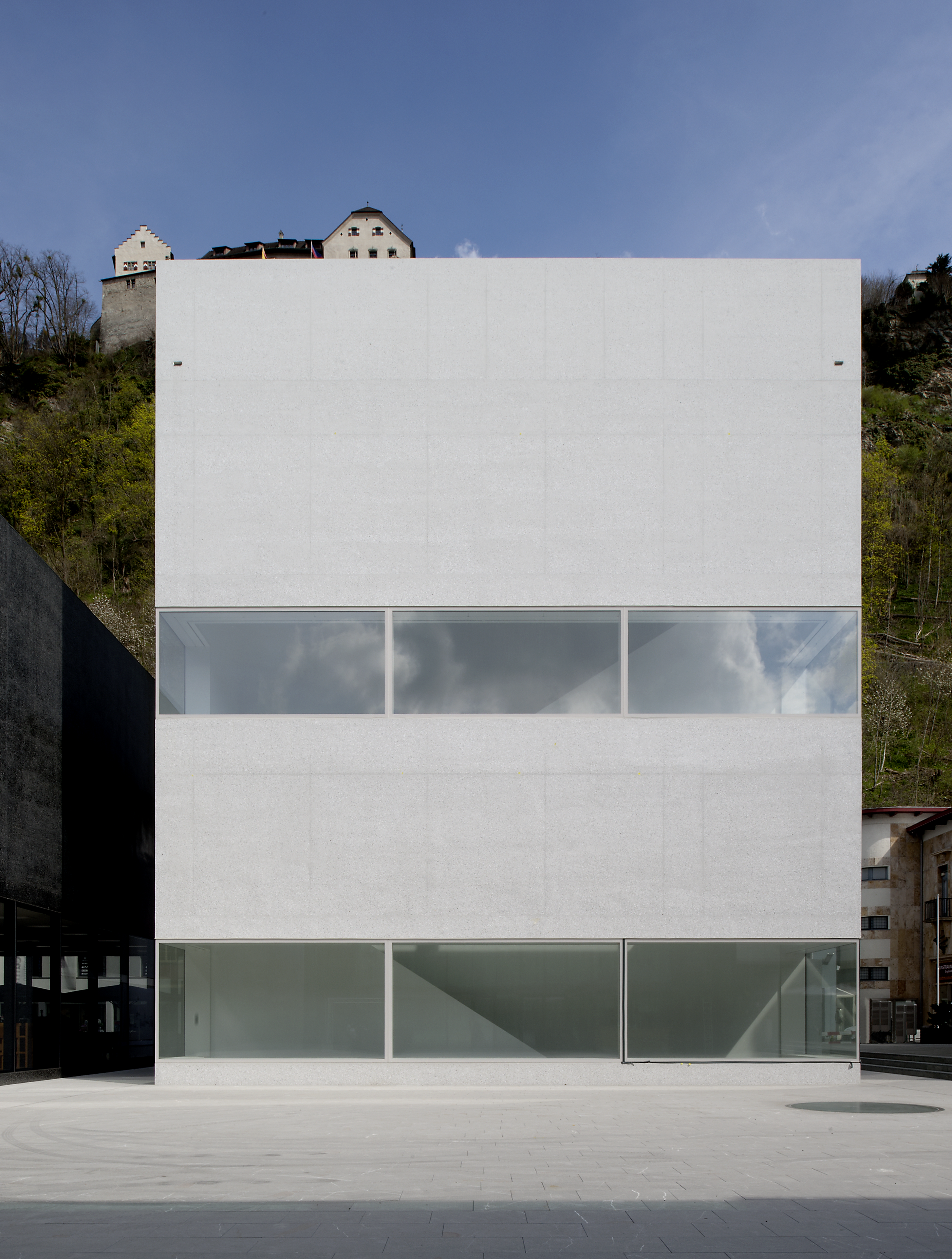
Hilti Art Foundation

Der fünfgeschossige, kubische Bau, der die Ausstellungsräume der Hilti Art Foundation beherbergt, steht frei in unmittelbarer Nähe zum Hauptgebäude des Kunstmuseums. Die Fassade besteht vorwiegend aus weissen, gebrochenen Zuschlagstoffen wie Laaser Marmor und Flusskies sowie aus Zement. Der Zugang zu den Ausstellungsräumen der Hilti Art Foundation erfolgt über das Foyer des Kunstmuseums. Über eine Treppe gelangt der Besucher in einen trichterförmigen Ausstellungsraum im Untergeschoss. Die zwei weiteren Ausstellungsräume im ersten und dritten Obergeschoss werden über einen lichtdurchfluteten Treppenraum erschlossen.

## Sammlung
Die ständige Sammlung internationaler moderner und zeitgenössischer Kunst umfasst den Zeitraum vom 19. Jahrhundert bis in die Gegenwart. Das Profil bestimmen vor allem Skulpturen, Objekte und Installationen. Eine besondere Stellung nehmen Werke von Künstlern der Arte Povera ein. Das Kunstmuseum Liechtenstein verwaltet zudem den Nachlass von André Thomkins.
Im Jahre 2006 erwarb das Museum mit dem Kunstmuseum St. Gallen und dem Museum für Moderne Kunst Frankfurt (MMK) die kunsthistorisch bedeutende Sammlung des Kölner Galeristen Rolf Ricke, unter anderem mit Werken von Richard Artschwager, Bill Bollinger, Donald Judd, Fabián Marcaccio, Steven Parrino, David Reed, Richard Serra, Keith Sonnier und Jessica Stockholder.

## Ausstellungen
In den letzten Jahren wurden unter anderem Einzelausstellungen von Kimsooja, Bertrand Lavier, Charlotte Moth, Gary Kuehn, Saâdane Afif, Kiki Smith, Otto Freundlich, Gottfried Honegger, Leiko Ikemura, Rita McBride, Paul Klee, Jochen Gerz, André Thomkins, František Kupka, Andy Warhol, Fabián Marcaccio, Alighiero Boetti, Fred Sandback, Georg Malin, Sean Scully, Matts Leiderstam, Ferdinand Nigg, Jannis Kounellis, Monika Sosnowska, Joseph Beuys, Herbert Zangs, Thomas Schütte, Kasimir Malewitsch, Martin Frommelt, Matti Braun, Christian Boltanski, Gotthard Graubner, Bill Bollinger, Bojan Šarčević, Günter Fruhtrunk und Rütjer Rühle gezeigt.
Wichtige Gruppenausstellungen waren unter anderem «Who Pays?», «Gorgona», «Lens-Based Sculpture » «Das innere Befinden», «Migration», «Faites vos jeux! Kunst und Spiel seit Dada», «Auszeit. Kunst und Nachhaltigkeit», «Lust for Life. Die Sammlung Ricke», «Knockin’ on Heaven’s Door», «Die Moderne als Ruine. Eine Archäologie der Gegenwart», «Che fare. Arte povera. Die historischen Jahre» und «Beispiel Schweiz. Entgrenzungen und Passagen als Kunst».